# Talpa (Romania)
Talpa è un comune della Romania di 2 124 abitanti, ubicato nel distretto di Teleorman, nella regione storica della Muntenia. 
Il comune è formato dall'unione di 5 villaggi: Linia Costii, Rotărești, Talpa-Bâscoveni, Talpa-Ogrăzile, Talpa Poștei.
La sede comunale è ubicata nell'abitato di Talpa-Ogrăzile.